# Kensington (Olympia) (stacja kolejowa)
Kensington (Olympia) – stacja kolejowa w Londynie, na terenie Royal Borough of Kensington and Chelsea, zarządzana przez London Overground, które obsługuje ją jako część West London Line. Ponadto na stacji zatrzymują się pociągi firmy Southern. Obiekt pełni równocześnie rolę stacji metra, a dokładniej District Line. W roku statystycznym 2006/07 z przewozów kolejowych skorzystało na stacji ok. 1,392 mln osób. Z kolei metro obsłużyło na niej w roku 2007 ok. 952 tysiące pasażerów. W systemie londyńskiej komunikacji miejskiej stacja należy do drugiej strefy biletowej.